# Barracuda (coquetel)
O barracuda é um coquetel feito com rum dourado, licor Galliano, suco de abacaxi, suco de limão fresco e Prosecco. Tipicamente, a bebida é servida em um copo de vidro tradicional de margarita. O coquetel é classificado pela International Bartenders Association (IBA) como uma "bebida da nova era".
O coquetel apresenta uma coloração amarelo-clara, por causa do Galliano, um licor de ervas italiano, e do suco de abacaxi. A combinação de rum com abacaxi é uma das mais populares dos coquetéis de tipo tropical.
O coquetel não é muito forte, pois aproximadamente metade do volume é de ingredientes não alcoólicos (suco de abacaxi e suco de limão) e ainda pode ser servido com gelo.

## História
O barracuda é um coquetel relativamente recente, que surgiu nos anos 1970, na mesma época em que surgiu o coquetel godfather. De acordo com um artigo do publicado em 25 de junho de 1972 no jornal norte-americano The Palm Beach Post, patrocinado pelo fabricante do licor italiano Galliano, o coquetel foi criado pelo barman italiano Benito Cuppari, que venceu um concurso de coquetéis de St. Vincent com a receita. A receita original publicada no jornal era esta, com uma onça fluida (oz.) igual a 29,5735 ml:
- ½ oz. de licor Galliano
- 1 oz. de Gold Rum
- 1 oz. de suco de abacaxi
- ¼ oz. de suco de limão
- ¼ oz. de xarope de açúcar

Agite os ingredientes com gelo e despeje em uma casca de abacaxi fresco. Encha com champanhe. Guarneça com fatias de limão e cereja.

## Receita oficial
A manipulação do coquetel é simples, apesar de envolver cinco ou mais ingredientes diferentes. Segundo a IBA, o coquetel é preparado com seguinte receita:
- 45 ml de Gold rum
- 15 ml de licor Galliano
- 60 ml de suco de abacaxi
- 1 dash[nota 1] de suco de limão fresco

Despeje todos os ingredientes diretamente num copo de coquetel para margarita e sirva.
Outras receitas sugerem a inclusão de grenadina e cubos de gelo, bem como substituir Prosecco por outro vinho espumante.

## Ligações Externas
- Livro de Receitas Wikibook